# 곰돌이 푸 오리지널 클래식
《곰돌이 푸 오리지널 클래식》(영어: The Many Adventures of Winnie the Pooh)은 월트 디즈니 피처 애니메이션이 제작한 1977년 미국 만화 영화이다.

## 줄거리
이 영화는 이전에 출시된 세 편의 곰돌이 푸 애니메이션 단편 영화를 기반으로 하며, A. A. 밀른과 E. H. 셰퍼드의 원작을 바탕으로 했다. 푸가 내레이터와 소통하며 세 가지 이야기를 소개하는 추가 연결 부분이 포함되어 있다: 곰돌이 푸 - 곰돌이 푸와 꿀 나무 (1966), 곰돌이 푸 2 - 폭풍우 치던 날 (1968), 그리고 곰돌이 푸와 티거 (1974).
영화를 마무리하기 위해 짧은 장면이 추가되었다. 원래 폭풍우 치던 날 제작 중에 만들어졌고 (존 웜슬리가 크리스토퍼 로빈으로 등장하는 것으로 보아), 곰돌이 푸의 집의 마지막 장을 바탕으로 한다. 크리스토퍼 로빈은 학교에 가기 위해 100에이커 숲을 떠나야 한다. 내레이터는 크리스토퍼 로빈이 어디를 가든 푸는 항상 기다리고 있을 것이라고 결론 짓는다.

## 출연진
- 이윤선 - 푸
- 설영범 - 티거
- 이재명 - 피글렛
- 탁원제 - 토끼
- 이호인 - 이요르
- 유동현 - 올빼미
- 최덕희 - 루
- 박상일 - 해설

## 음악
유명한 곡으로는 다음과 같은 곡이 있다:
- "Winnie the Pooh"

- "Up, Down, Touch the Ground"

- "Rumbly in my Tumbly"

- "(I'm Just A) Little Black Raincloud"

- "Mind Over Matter"

- "What a Rather Blustery Day"

- "The Wonderful Thing About Tiggers"

- "Heffalumps and Woozles"

- "The Rain, Rain, Rain, Came Down, Down, Down"

- "Hip-Hip Pooh-ray!"